# Gmina Przechlewo
Die Gmina Przechlewo ist eine Landgemeinde im Powiat Człuchowski der Woiwodschaft Pommern in Polen. Ihr Sitz ist das gleichnamige Dorf (deutsch Prechlau; kaschubisch Przechlewò). Przechlewo ist ein langgestrecktes Straßendorf mit der Funktion eines kleinen Marktfleckens.

## Geographie

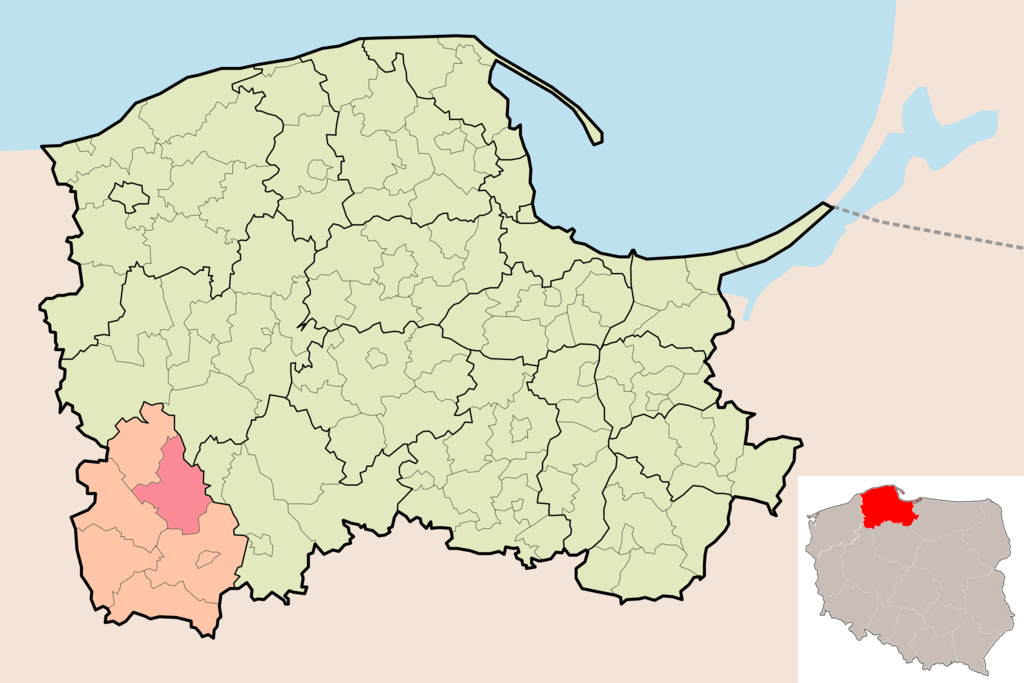
Die Gmina Przechlewo im Nordosten des Powiat Człuchowski im Südwesten der Woiwodschaft Pommern

Die Landgemeinde umfasst eine Fläche von 243,9 km². 52 % der Gemeindefläche sind Wald. Das Gemeindegebiet wird von vielen kleinen Seen bestimmt, darunter der Jezioro Szczytno (Groß Ziethener See), der Jezioro Długie (Dolgensee) und der Jezioro Konskie (Konzugsee). Zu den Flüssen gehören die insgesamt 233 Kilometer lange Brda (Brahe), die kleinere Ruda (Hammelfließ) und die Lipczynka.
Im Osten stößt die Gemeindegrenze an die ehemalige Grenze zwischen dem Deutschen Reich und dem Polnischen Korridor.
Nachbargemeinden sind:
- Człuchów (Schlochau), Koczała (Flötenstein) und Rzeczenica (Stegers) im Powiat Człuchowski, sowie
- Konarzyny (Groß Konarczyn) im Powiat Chojnicki und
- Lipnica (Liebnitz) im Powiat Bytowski.

## Partnergemeinden
Es besteht seit 2016 eine Partnerschaft mit der Gemeinde Brokstedt im Kreis Steinburg in Schleswig-Holstein.

## Gliederung
Zur Landgemeinde Przechlewo gehören 35 Ortschaften, die 14 Dörfern mit Schulzenämtern zugeordnet sind:
Schulzenämter
| - Dąbrowa Człuchowska (Damerau) - Garbek (Neuhof) - Lisewo (Lissau) - Łubianka (Lubianken) - Nowa Wieś (Neuguth) - Pakotulsko (Pagdanzig) - Pawłówko (Pagelkau) | - Płaszczyka (Platzig) - Przechlewko (Prechlauermühle) - Przechlewo (Prechlau) - Rudniki (Eisenhammer) - Sąpolno (Sampohl) - Szczytno (Ziethen) - Żołna (Eisenbrück) |

Weitere Ortschaften
Czosnowo (Ulrichsdorf), Dobrzyn (Seehof), Dolinka, Jarzębnik, Jemielno (Gemel), Kleśnik, Koprzywnica (Kopriewe), Krasne (Krasenfier), Lipczynek (Lepczin), Miroszewo (Josefshof), Nowa Brda (Neubraa), Nowiny (Waldau), Przechlewko-Leśniczówka, Suszka (Pflastermühl), Szczytno Małe, Szczytno Wielkie, Trzęsacz (Fahlbruch), Wandzin, Wiśnica (Kaltfließ), Zawada (Zawadda) und Zdrójki (Niederung).

## Verkehr
Das Straßennetz der Gmina Przechlewo hat bei Rzeczenica Anschluss an die Landesstraße DK 25 und bei Konarzinki an die Woiwodschaftsstraße 212. Die Kreisstadt Człuchów (Schlochau) ist günstig zu erreichen.
Die Gmina Przechlewo verfügt seit 1992 über keine direkte Bahnanbindung mehr. Die nächste Bahnstation ist die Stadt Człuchów.
Im Jahre 1902 wurde eine Eisenbahnstrecke von Schlochau nach Reinfeld im Landkreis Rummelsburg i. Pom. eröffnet. Sie bediente fünf Ortschaften der heutigen Landgemeinde: Ulrichsdorf (Czosnowo), Sampohl (Sąpolno), Prechlau (Przechlewo), Neuguth (Nowa Wieś) und Neubraa (Nowa Brda). Der Personenverkehr wurde 1991 eingestellt.